# Gran provincia ígnea de Mackenzie

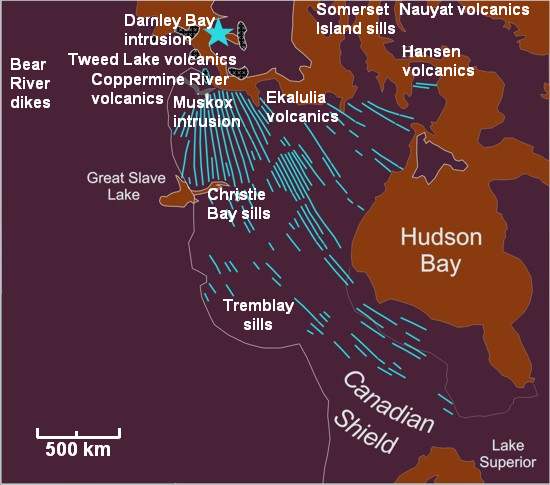
Mapa de la Gran Provincia Ígnea de Mackenzie y ubicación de las zonas volcánicas asociadas.

La gran provincia ígnea de Mackenzie (en inglés: Mackenzie Large Igneous Province, o MLIP) es una de las principales grandes provincias ígneas del Mesoproterozoico del suroeste, oeste y noroeste de Canadá. Es un grupo de rocas ígneas que se formaron durante un evento ígneo masivo que comenzó hace unos 1270 millones de años. La gran provincia ígnea se extiende desde el Ártico en Nunavut hasta cerca de los Grandes Lagos en el noroeste de la provincia de Ontario.
MLIP es una de las provincias magmáticas proterozoicas más grandes de la Tierra, así como el terreno continental de basalto aluvial más grande y mejor conservado del mundo. Esta enorme área de roca ígnea fue arrojada en poco tiempo, geológicamente hablando. La MILP es mucho mayor que otras grandes provincias ígneas bien conservadas. La clasificación de tamaño estándar para grandes provincias ígneas es de un mínimo de 100 000 km²). Sin embargo, el enjambre del dique de Mackenzie ocupa un área de al menos 2 700 000 km², lo que hace que la gran provincia ígnea de Mackenzie sea más grande que la meseta de Ontong Java, en el sudoeste del océano Pacífico, o el estado estadounidense de Alaska.
La gran provincia ígnea de Mackenzie fue causada por procesos distintos a la tectónica normal de placas y la dispersión del lecho marino. Las rocas ígneas de la gran provincia ígnea de Mackenzie son generalmente de composición máfica, incluyendo basaltos y gabros.

## Orígenes
Como la mayoría de las grandes provincias ígneas, la gran provincia ígnea de Mackenzie fue causada por un punto caliente, una zona de afloramiento de roca anormalmente caliente dentro del manto terrestre. Cuando la cabeza del penacho de Mackenzie alcanzó la litosfera, se extendió y derritió catastróficamente para formar grandes volúmenes de magma basáltico. Eso ocasionó la formación de una zona volcánica estacionaria al oeste de la Isla Victoria, llamada punto caliente de Mackenzie.

## Grupo del río Coppermine
El grupo del río Coppermine es una secuencia de basaltos de inundación continental Mesoproterozoicos que forman parte de la gran provincia ígnea de Mackenzie en los Territorios del Noroeste y en Nunavut, Canadá. Es una de las provincias de basalto inundable más grandes de la Tierra, cubriendo el área con un volumen de aproximadamente 650 000 km³.
Hace entre 1200 y 740 millones de años se produjeron una serie de erupciones de basalto. En la parte norte de la gran provincia ígnea de Mackenzie, grandes volúmenes de lava basáltica pavimentada sobre una gran parte del Escudo Canadiense noroccidental. Esto construyó una gran meseta de lava con un área de 170 000 km², un volumen de lavas de al menos 500 000 km³.
Esta extensa área de flujos de lava basáltica aluvial ha sido llamada los basaltos de inundación del río Coppermine. Con un área de 170 000 km² y un volumen de 650 000 km³, la secuencia de basalto de inundación del río Coppermine es mayor que la del grupo basáltico del río Columbia en los Estados Unidos. Se compara en tamaño con los traps del Decán en el centro-oeste de la India. Esto hace que los basaltos de inundación del río Coppermine sean uno de los eventos de inundación de basalto más grandes que jamás hayan aparecido en el continente norteamericano, así como en la Tierra. El espesor máximo de los basales de inundación del río Coppermine es de 4,7 km y tiene 150 flujos de lava, cada uno de 4 m a 100 m de espesor.
Los basaltos de inundación del río Coppermine ocurrieron poco después de un período de levantamiento de la corteza. El levantamiento se derrumbó. Ese repentino levantamiento fue probablemente causado por el aumento del magma de la pluma de Mackenzie, que causó el punto caliente de Mackenzie. Los basaltos del río Coppermine muestran más de 100 flujos de lava individuales.